# Ouratea tumacoensis
Ouratea tumacoensis là một loài thực vật thuộc họ Ochnaceae. Đây là loài đặc hữu của Colombia.